# Marsalavin

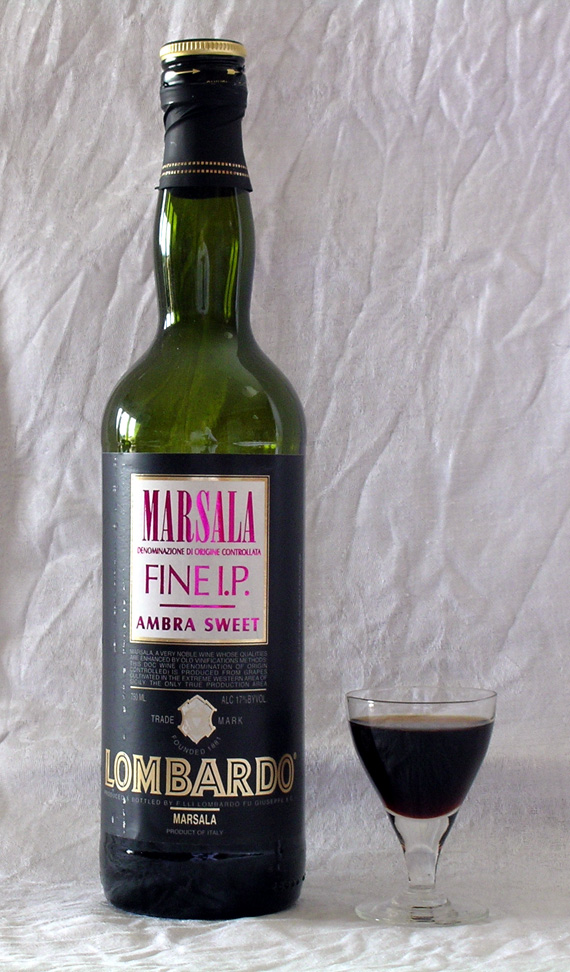
Marsalavin

Marsalavin är en sorts sött starkvin som tillverkas i trakten kring Marsala på Sicilien. Marsala fick DOC-status år 1969.
Vinet kan inte bara användas som dryck utan även i matlagning, bland annat marsalasås och tiramisu.